# Ferdinand Knab

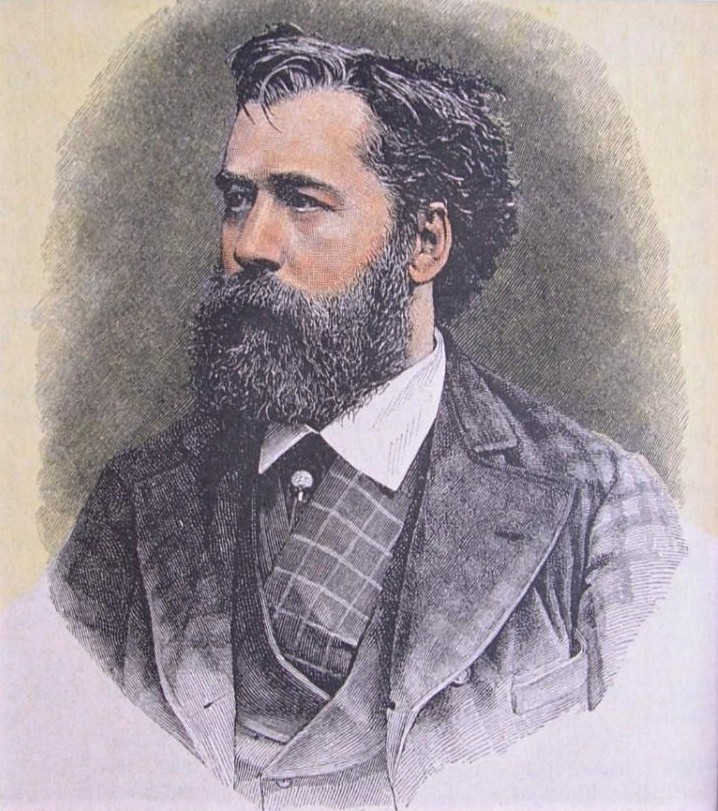
Holzstich von 1883

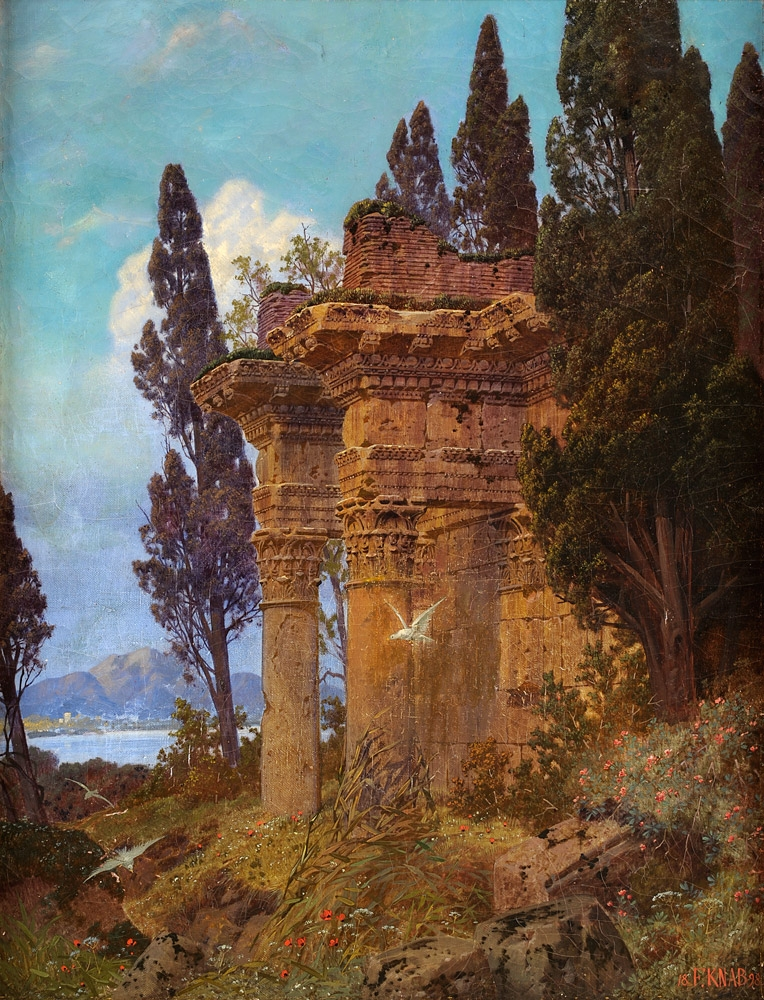
Ferdinand Knab: Ruinenlandschaft, 1898

Ferdinand Knab (* 12. Juni 1837 in Würzburg; † 3. November 1902 in München) war ein deutscher Maler.

## Leben
Knab war anfangs Schüler Heideloffs in Nürnberg, bei dem er zwei Jahre lang praktisch im Bauwesen beschäftigt war, und ging 1859 nach München, um sich der Architekturmalerei zu widmen. Er besuchte die Schulen Arthur von Rambergs und Pilotys und ging 1868 nach Italien. Seit seiner Rückkehr behandelte er mit Vorliebe Motive aus diesem Land und war dazwischen vielfach mit Arbeiten für den Wintergarten des Königs Ludwig II. in der Münchner Residenz und für das Schloss Linderhof beschäftigt. Ferner schuf Knab acht Bilder für den königlichen Pavillon des Münchner Bahnhofs. 1870 wurde er mit dem Bühnenbild für Mozarts „Zauberflöte“ an der Hofoper beauftragt.
Seine Bilder zeichnen sich durch poetische Auffassung aus; architektonische Motive ordnet er zumeist den landschaftlichen unter. Er liebte farbenreiche Abendstimmungen, die ihren Zauber über Ruinen und mächtige Baumgruppen ausgießen. Von besonderem Wert sind seine Aquarelle. Die „Münchener Bilderbogen“ enthalten eine Reihe prächtiger Schnitte nach Knabs Zeichnungen. Von seinen größeren Bildern sind zu nennen:
- Romanische Architektur (verlassener Klosterkirchhof, 1862)
- Römische Fragmente (1866)
- Römisches Grabmal (1866)
- Schloßruine aus der Renaissancezeit (1866)
- Im Park (1868)
- Klosterhof mit Brunnen (1868)
- Römische Landschaft (1872)
- Italienischer Schloßgarten (1873)
- Römische Thermen und Ruine in der Campagna